# 柏市立松葉中学校
柏市立松葉中学校（かしわしりつまつばちゅうがっこう）は、千葉県柏市松葉町三丁目にある公立中学校。校章は二つの開いた松葉が横向きに交わった中央部に「中」の文字。

## 概要
1978年（昭和53年）頃より日本住宅公団による大規模ニュータウンである北柏ライフタウンの分譲が開始されるに伴い、1981年（昭和56年）4月に新設された。

## 沿革
- 1981年（昭和56年）
  - 4月 - 開校
  - 12月 - 屋内運動場落成
- 1982年（昭和57年）2月 - 開校記念式挙行。校章・校歌制定発表
- 1984年（昭和59年）2月 - 増築校舎完成（12学級）
- 1987年（昭和62年）8月 - 校庭改造工事完了
- 1988年（昭和63年）2月 - 増築校舎完成（6教室）
- 1989年（平成元年）2月 - 格技場落成式
- 1997年（平成9年）4月 - 給食開始
- 2018年（平成30年）3月 - 普通教室エアコン設置工事完了

## 主な卒業生
- 琴勝峰吉成（大相撲力士）[2]
- 杉田祐一（プロテニス選手）[3]
- 桑原秀和（社会人野球選手 → 静岡放送アナウンサー → フリーアナウンサー）
- 康本侃司（ハンドボール選手）

## 交通
- JR常磐線北柏駅からバスで約12分。
- つくばエクスプレス柏の葉キャンパス駅からバスで約12分。